# Гусаев, Магомедсалих Магомедович
Магомедсалих Магомедович Гусаев (6 июня 1951, с. Цирхе, Агульский район, Дагестанская АССР, РСФСР, СССР — 27 августа 2003, Махачкала, Дагестан, Россия) — российский государственный деятель. Кандидат философских наук.

## Биография
Магомедсалих Гусаев родился 6 июня 1951 года в селе Цирхе Агульского района. Отец, Гусаев Магомед Курбанович (1915—2006) — работал бригадиром ОТФ колхоза. Мать, Гусаева Айша Расуловна (1922—2004) — была председателем сельского исполкома.
Согласно посемейному списку Аштинского сельского общества селения Цырха Аштикулинского наибства Кази-Кумухского округа, составленному в 1886 г. его предками были:
- Курбан Салих оглы (1845-46 г.р.) — крестьянин-собственник, каменщик;
- сын его Гусай (1873-74 г. р.);
- брат Курбана Адай Салих оглы (1868-69 г. р.);
- сын его Салих (1884-85 г. р.)[3].

Курбан Салих оглы был поверенным общества села Цирха (тогда — Цырха) во время составления посемейного списка 1886 года.
По национальности — агулец. В 1977 году он с отличием закончил истфак Дагестанского государственного университета.

### Карьера
- с 1977 на профсоюзной работе, председатель профкома Дагестанского Государственного Университета. Затем переходит на комсомольскую и партийную работу.
- избирается народным депутатом Дагестанской АССР. С 1986 председатель исполкома Агульского районного Совета народных депутатов.
- с 1991 работает в Правительстве Дагестана, назначается председателем Государственного комитета Дагестанской АССР по делам национальностей, с 1994 министр по делам национальностей и внешним связям Республики Дагестан, а затем министр по делам национальностей, информации и внешним связям РД.
- некоторое время исполнял обязанности Председателя Совета Безопасности Республики Дагестан. Член Президиума Правительства Республики Дагестан.
- одновременно с работой в правительстве он также был членом Консультативного совета Министерства иностранных дел РФ, заместителем председателя комиссий по делимитации государственной границы между Российской Федерацией и Азербайджанской Республикой, Российской Федерацией и Республикой Грузия.

## Покушения

### Первое покушение
8 июля 2001 года на Гусаева было совершено покушение. Он был ранен в ногу. Тогда его спас портфель-дипломат.

### Второе покушение и гибель
27 августа 2003 года Магомедсалих Гусаев был убит в результате теракта в центре Махачкалы. В момент, когда служебная машина, в которой он находился, остановилась на светофоре, к автомобилю подбежал террорист и положил на крышу пакет, от взрыва которого Гусаев погиб. Это случилось в 8:20 на перекрёстке улиц Акушинского и Воровского, по дороге на работу.
В результате взрыва в крыше автомобиля образовалась дыра шириной около 70 см. Взрывным устройством оказалась магнитная радиоуправляемая мина мощностью 300 г тротила, которую поставили на крышу служебной «Волги» неизвестные террористы.
Похоронен в с. Чинар (Дагестан) Дербентского района

### Расследование убийства
По предварительной версии, убийство было местью экстремистов. Ещё в 1999 году Гусаев был приговорён к смерти террористической организацией «Шура народов Дагестана и Чечни».
28 августа 2003 года в Дагестан в связи с убийством Магомедсалиха Гусаева для организации расследования убийства вылетел заместитель Генпрокурора России Владимир Колесников.
Уголовное дело по факту убийства было возбуждено по трём статьям УК РФ:
- статье 277 — посягательство на жизнь общественного государственного деятеля
- части 2 статьи 105 — убийство при отягчающих обстоятельств
- статье 222 — хранение, перемещение, применение взрывных устройств.

### Общественная оценка теракта
Эта трагедия вызвала большой резонанс в республике. В тот же день, в 12 часов дня в Махачкале состоялся траурный митинг в связи с убийством Гусаева. С тех пор, ежегодно, в день рождения Магомедсалиха проходят траурные митинги в Махачкале.

## Основные вехи работы Гусаева
- Подписание Протокола (по инициативе Гусаева) о сотрудничестве между МИДом РФ и ГК по нац. политике и внешним связям РД — март 1993 г.[13]
- Добровольное нахождение в плену у боевиков (в обмен на освобождение мирных жителей) в Кизляре — 9 января 1996 г.[14]
- Постановление Правительства РД № 239 «О мерах по поддержке соотечественников, проживающих за пределами РД» от 30 декабря 1994 г. Это постановление было тщательно продумано и разработано в министерстве, возглавляемом Магомедсалихом Магомедовичем[15]. Конечным результатом этой работы стало открытие представительств Дагестана в 51 субъекте РФ и в 6 государствах ближнего зарубежья[16].

## Награды и звания
- Орден Мужества
- Орден Дружбы народов
- медали
- Почётная грамота Президиума Верховного Совета ДАССР
- Заслуженный работник госслужбы Дагестана[17].

## Память
Именем Магомедсалиха Гусаева названы:
- Газетно-журнальный комплекс в Махачкале
- Улица в Махачкале[6]. Бывшую Батумскую переименовали в Гусаева. Мемориальная доска с барельефом (автор — Гейбат Гейбатов) установлена на здании Дагестанской медицинской академии. Церемония открытия мемориальной доски и торжественный митинг прошли 7 июня 2005 года.
- Школы в сёлах Чинар Дербентского района (29 сентября 2004 года) и Буршаг (Агульский район)[18].
- Улица в селе Чинар
- Детско-юношеская спортивная школа по настольному теннису в Махачкале[19]
- Культурный центр народов Дагестана в Ставропольском крае назван именем Гусаева[20].

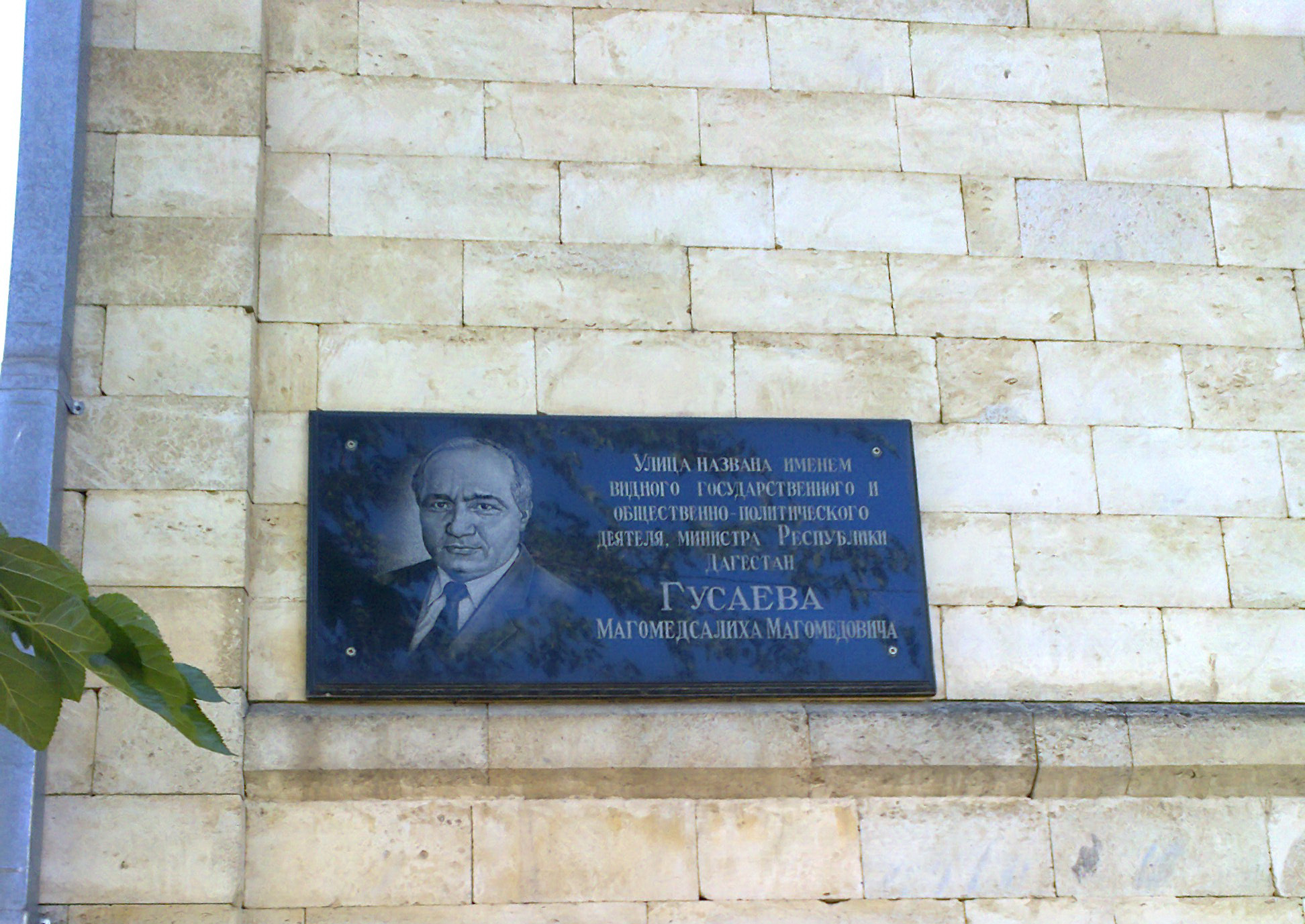
Мемориальная доска М.-С. Гусаева

### Спорт
В Махачкале проходит традиционное республиканское первенство по настольному теннису (с 2007).
В спортшколе с. Чинар проходят традиционные соревнования:
- Международный турнир по дзюдо памяти общественного деятеля Магомедсалиха Гусаева (с 2005).[22][23]
- Первенство Министерства образования и науки Республики Дагестан по настольному теннису среди юношей и девушек (с 2009)[24][25].

## Личная жизнь и семья
- Родители: отец Магомед и мать Айша.
- Братья: Гамид, Ибинай, Магомед, Багавудин, Зиявудин.
- Сёстры: Хамис, Умижат, Умганат.
- Супруга: Сарижат.
- Дети: Ирина, Заур и Закир.
- Племянники: Руслан и Тимур.

Среди близких родственников Гусаева можно выделить: братьев — Багавудина (заместитель председателя избирательной комиссии Дагестана, Заслуженный экономист РД) и Зиявудина (начальник отдела оперативно-дежурной службы и таможенной охраны Дагестанской таможни); сестру — Умижат (депутат собрания депутатов Дербентского района Республики Дагестан); племянников Руслана (председатель совета директоров челябинского банка «Монетный двор»), Каринэ (доктор философских наук, член Общественной палаты Дагестана) и Тимура (депутат народного собрания Республики Дагестан).

## Благотворительный Фонд им. М. Гусаева
13 мая 2005 года был создан Дагестанский Региональный Общественный Благотворительный Фонд им. М. Гусаева. Фонду оказывают спонсорскую помощь ряд предприятий Дагестана. Фонд учредил в сентябре 2006 года именные стипендии им. Магомедсалиха Гусаева. Их будут получать по одному студенту и аспиранту Даггосуниверситета, Дагпединститута и Правовой Академии. Также фонд оказывает поддержку талантливой молодёжи в реализации творческих планов: организацию и проведение выставок и пр.

## Публикации в прессе

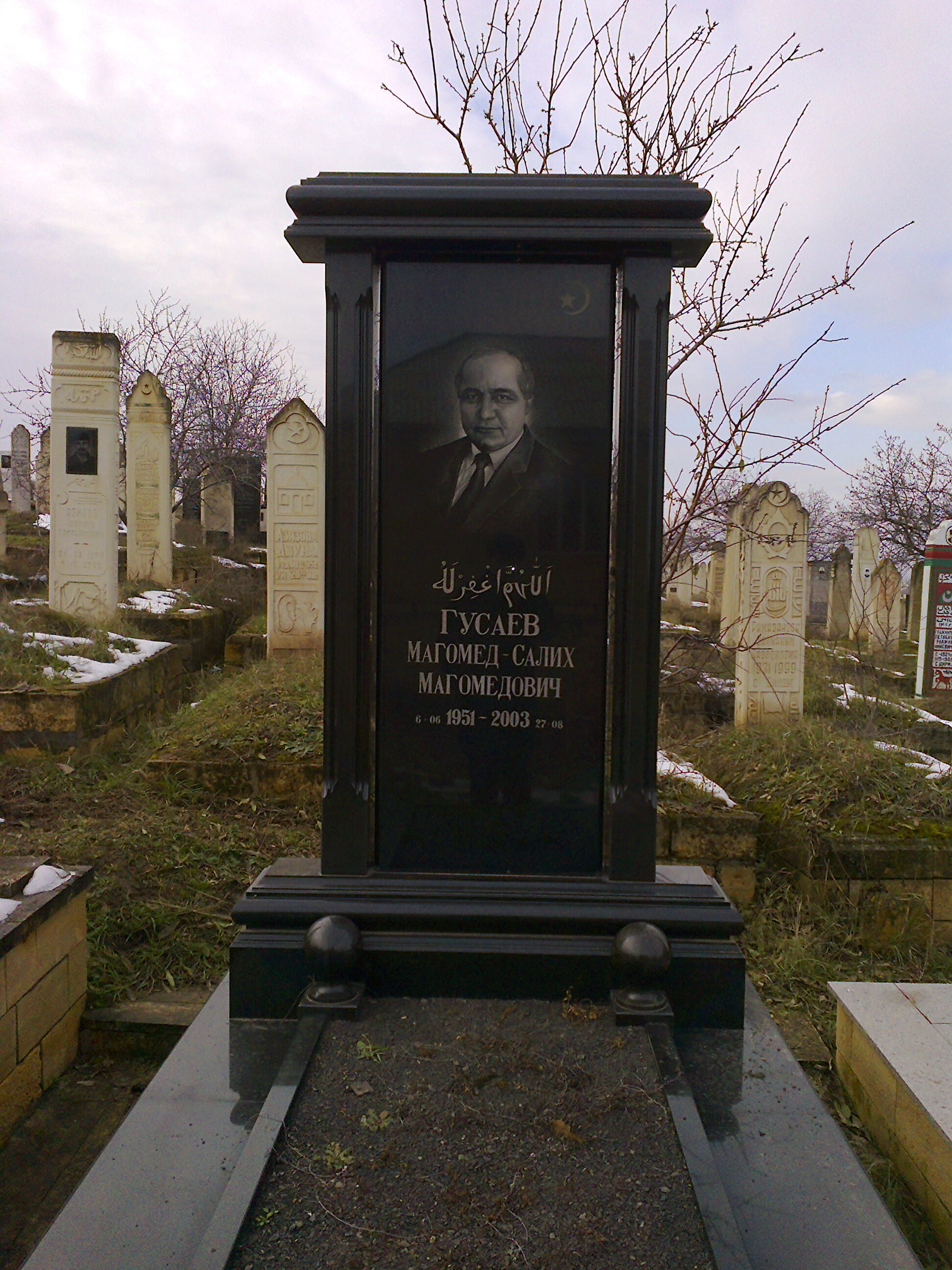
Надмогильный памятник Гусаева М. М. на Чинарском сельском кладбище

- Вехи на пути мира и согласия / Дагестанская правда / 9 февраля 2001 г.
- Роль прессы в диалоге культур и цивилизаций / Дагестанская правда / 10 апреля 2002 г.
- Дагестан останется единой неделимой республикой в составе Российской Федерации / Независимая газета / 12 мая 1998 г.
- Дагестан — Швейцария: параллельные пути политического устройства / Новое дело / 10 ноября 1995 г.
- Там, где они выросли, не было никого лучше волков / Северный Кавказ / N 3, январь 1996 г.
- Наркомания в Дагестане: угроза безопасности и устойчивому развитию республики / Выступление на парламентских слушаниях в Народном Собрании РД / 2002 г.
- Трудное право сказать правду / Дагестанская правда / 16 февраля 1995 г.
- Ситуация улучшается, но проблем ещё много / Дагестанская правда / 6 апреля 1995 г.
- За порогом — война / Северный Кавказ / № 12, март 1995 г.
- Беженцы из Чечни: старые проблемы и новые реалии / Дагестанская правда / 1 сентября 1995 г.
- Так это было / Дагестанская правда / 16 января 1996 г.
- На пути осмысления трагедии / Дагестанская правда / 23 января 1996 г.
- Во имя обеспечения безопасности Дагестана / Дагестанская правда / 18 декабря 1996 г.
- Чёрные пятна истории / Дагестанская правда / 11 января 1997 г.
- Помня о трагедии, говорить о созидании / Дагестанская правда / 22 февраля 1997 г.
- Умение балансировать между принципами, интересами и эмоциями / Аргументы и факты / № 1-2 1997 г.
- Во имя мира и благополучия наших народов / Дагестанская правда / 21 ноября 1997 г.
- Не время паниковать — время сплотиться / Дагестанская правда / 6 февраля 1998 г.
- Налаживать добрососедские отношения на законной основе / Дагестанская правда / май 1998 г.
- Час испытания на излёте века. Раздумья о трагических днях лета и осени 1999 года / Дагестанская правда / декабрь 1999 года
- Единство народов Дагестана победило агрессию / Народы Дагестана / № 4 1999 г.
- О ситуации в приграничных с Чеченской Республикой населённых пунктах / Выступление на 11 сессии Народного Собрания РД / 29 июня 1995 г.
- Политика двойных стандартов / Исламский вестник / 3 апреля 2003 г.
- Возрождение религии и этнополитическая ситуация в Дагестане / Дагестанская правда / 24 июля 1996 г.
- Кто мешает нам спокойно жить? / Исламский вестник / 16-22 ноября 1998 г.
- Современная общественно-политическая и социально-экономическая ситуация в Республике Дагестан / Народы Дагестана / № 1,1999 г.
- О состоянии безопасности на приграничных территориях Республики Дагестан и мерах по обеспечению идеологического противодействия экстремизму / Доклад на Заседании Госсовета РД / 19 сентября 2002 г.
- Религиозный фактор в кавказской геополитике / Доклад на республиканской научно — практической конференции «Религиозный фактор в жизни современного дагестанского общества» г. Махачкала / 27 октября 2000 г.
- Дружбе народов нет альтернативы / Дагестанская правда / 2 ноября 2000 г.
- О работе представительств Республики Дагестан в странах СНГ и субъектах Российской Федерации / Доклад на заседании Государственного Совета РД / 18 апреля 2001 г.
- Каспийское притяжение / Дагестанская правда / 25 октября 2001 г.
- Республика Дагестан в Государственной национальной политике Российской Федерации / Дагестанская правда / 19 октября 1996 г.
- Русский вопрос: пути решения / Народы Дагестана / № 3, 1994 г.
- Национальный вопрос: проблемы и решения / Дагестанская правда / 1997 г.
- Глобализация терроризма. На борьбу с «чумой века» должны встать все здоровые силы общества / Дагестанская правда / 06 августа 2003 г.
- В нашей работе нет мелочей / Дагестанская правда / 1994 г.[33]